# Palpomyia deminutipalpis
Palpomyia deminutipalpis är en tvåvingeart som beskrevs av Sinha, Das Gupta och Chaudhuri 2003. Palpomyia deminutipalpis ingår i släktet Palpomyia och familjen svidknott.
Artens utbredningsområde är Västbengalen (Indien). Inga underarter finns listade i Catalogue of Life.